# Heather Marks
Heather Marks (ur. 25 lipca 1988 roku) – kanadyjska modelka.
Na wybiegach zadebiutowała jako piętnastolatka w: Calgary, Toronto i Nowym Jorku w 2003 roku. Następnym etapem jej kariery było podpisanie kolejnych międzynarodowych kontraktów w: Barcelonie, Mediolanie i Paryżu. W ciągu kilku miesięcy pracy w światowych stolicach mody trafiła na okładki kanadyjskiej i japońskiej edycji magazynu mody Vogue. Wkrótce ozdobiła okładki tureckiej edycji Harper’s Bazaar i hiszpańskiej edycji Vogue'a. Współpracowała z takimi projektantami jak: Alexander McQueen, Alexandre Matthieu, Andrew Gn, Anna Molinari, Anna Sui, Blumarine, Burberry, Byblos, Carlos Miele, Catherine Malandrino, Chanel, Cividini, Clements Ribeiro, Comme des Garcons, Cynthia Steffe, D&G, Dries van Noten, Gaetano Navarra, Gibo by Julie Verhoeven, Givenchy, Gres, Helmut Lang, House of Jazz, Kim Jones, Lanvin, Louis Vuitton, Luella Bartley, Marc Jacobs, MaxMara, Miki Fukai, Mispelaere, Nicolas del Verme, Nicole Farhi, Nicole Miller, Paco Rabanne, Paul Hardy, Philosophy di Alberta Ferretti, Rochas, Sophia Kokosalaki, Sportmax, Versus, Vivienne Tam, Chanel, Christian Lacroix, Donna Karan i Emmanuel Ungaro.